# Miguel Samacá
Miguel Samacá Hernández (Tuta, Boyacá, 18 de mayo de 1946) es un ciclista de ruta colombiano retirado que compitió en las décadas de 1960 y 1970. Ganó en una ocasión la Vuelta al Táchira (1972) y dos veces la Vuelta a Colombia (1972 y 1974); el segundo triunfo en esta competencia a consecuencia de la descalificación de Álvaro Pachón.
Representó a su país en tres versiones de los Juegos Olímpicos. Abandonó en México 1968, y en Montreal 1976; pero ocupó la 9.º posición en la prueba de ruta individual en Múnich 1972.

## Palmarés
- Vuelta a Colombia
  - Ganador de la clasificación general en 1972.
  - Ganador de la clasificación general en 1974.
  - 3 subidas al podio (2.º en  1971 y  1973, 3.º en  1970)[5]
  - 9 victorias de etapa[6]
- Campeonato de Colombia de Ciclismo en Ruta
  - 3.º  en 1967
  - 2.º  en 1968
- Clásico RCN
  - 2 victoria de etapa en 1969[7] y en 1971[8]
- Vuelta al Táchira
  - Ganador de la clasificación general en 1972.

## Resultados en campeonatos

### Juegos Olímpicos
Carrera de ruta
3 participaciones:
- 1968: Abandono.[2]
- 1972: 9.º en la clasificación final.[4]
- 1976: Abandono.[3]

100 km por equipos
1 participación:
- 1972: 22.º en la clasificación final.[9]

### Campeonato Mundial de Ciclismo de Ruta Aficionado
3 participaciones:
- 1968: 26.º en la clasificación final.
- 1971: 18.º en la clasificación final.[10]
- 1973: 18.º en la clasificación final.[11]

## Equipos
- Aficionado:
  - 1966:  Distrito Especial[12]
  - 1967:  Distrito[13]
  - 1968:  Distrital[14]
  - 1969:  Pierce[15]
  - 1970:  Pierce[16]
  - 1971:  Pierce[17]
  - 1972:  Singer[18]
  - 1973:  Singer[19]
  - 1974:  Licorera de Cundinamarca[20]
  - 1975:  Libreta de Plata[21]
  - 1976:  Libreta de Plata[22]